# Drepatelodes tanais
Drepatelodes tanais är en fjärilsart som beskrevs av Druce 1898. Drepatelodes tanais ingår i släktet Drepatelodes och familjen silkesspinnare. Inga underarter finns listade i Catalogue of Life.